# Dylan Oyarzún
Jorge Dylan Oyarzún Saravia (Concepción, Región del Biobío, Chile, 3 de febrero de 2003) es un futbolista profesional chileno. Juega de delantero y su equipo actual es Huachipato, de la Primera División de Chile.

## Trayectoria

### Inicios
Realizaría su formación como futbolista en las inferiores de Huachipato, donde se desarrollaría como profesional, destacando su Campeonato de Proyección 2022, donde se coronaría campeón, anotando un gol en la final contra la Universidad de Chile Sub-20 y clasificando para la Copa Libertadores Sub-20 del 2023.

### Club Deportivo Huachipato
Sus actuaciones en las inferiores de Huachipato, sumado al rodaje internacional en la Copa Libertadores Sub-20, lo hicieron ser considerado en el primer equipo, donde debutaría en la Copa Chile 2023 en el elenco acerero. 
Para la Temporada 2024 Oyarzún sería mayormente considerado sumando sus primeros minutos en la Copa Libertadores frente al elenco boliviano The Strongest, correspondiente al tercer partido del Grupo C del certamen internacional. Por otra parte el 3 de mayo, mediante un cabezazo, convertiría su primer gol como profesional en la Primera División de Chile en la derrota por 3-1 de Huachipato frente a Coquimbo Unido, correspondiente a la fecha 11.

## Estadísticas
| Club                | Div.                | Temporada           | Liga  | Liga  | Copas nacionales | Copas nacionales | Torneos internacionales | Torneos internacionales | Total | Total |
| Club                | Div.                | Temporada           | Part. | Goles | Part.            | Goles            | Part.                   | Goles                   | Part. | Goles |
| ------------------- | ------------------- | ------------------- | ----- | ----- | ---------------- | ---------------- | ----------------------- | ----------------------- | ----- | ----- |
| Huachipato · Chile  | 1.ª                 | 2023                | 0     | 0     | 1                | 0                | —                       | —                       | 1     | 0     |
| Huachipato · Chile  | 1.ª                 | 2024                | 0     | 0     | 0                | 0                | —                       | —                       | 0     | 0     |
| Huachipato · Chile  | Total club          | Total club          | 0     | 0     | 1                | 0                | 0                       | 0                       | 1     | 0     |
| Total en su carrera | Total en su carrera | Total en su carrera | 0     | 0     | 1                | 0                | 0                       | 0                       | 1     | 0     |
| 1. 2.               |                     |                     |       |       |                  |                  |                         |                         |       |       |

## Palmarés
| Título           | Club       | País  | Año  |
| ---------------- | ---------- | ----- | ---- |
| Primera División | Huachipato | Chile | 2023 |